# 9/11: Inside the President's War Room
9/11: Inside the President's War Room är en dokumentär från 2021 av Apple TV+ och BBC One. Dokumentären följer de första timmarna efter Terrorattackerna den 11 september 2001 men till skillnad från andra dokumentärer får vi följa händelserna utifrån George W. Bushs och hans nära medarbetares perspektiv. Dokumentären släpptes den 11 september 2021 för att uppmärksamma 20-årsjubileet av händelsen.
I dokumentären får man ta del av intervjuer med George W. Bush, Dick Cheney,  Condoleezza Rice, Colin Powell, Andy Card, Dan Bartlett, Deborah Loewer, Josh Bolten, Ari Fleischer, Karl Rove, och Air Force One-piloten Mark Tillman.

## Mottagande
Dokumentären har fått gott mottagande från både kritiker och allmänheten. Bland annat hyllade James Jackson på The Times P George W. Bushs medverkan och tyckte att det stod ut tillräckligt mycket för att på egen hand bära upp dokumentären.